# Доњи Полој
Доњи Полој је насељено мјесто града Слуња, на Кордуну, Карловачка жупанија, Република Хрватска.

## Назив
Назив је од водоплавног земљишта. Славонски Брод има купалиште на Сави под именом Полој, а и Брођанин и први Србин који је опловио свијет Томо Скалица 1853. пише о Њукаслу да је земља сасвим полојита (поплавна). Сличних назива мјеста има још, као Полој и др.

## Географија
Доњи Полој се налази око 23 км сјеверозападно од Слуња.

## Историја
Србе у овом крају су власти дискриминисале још 1909. године. Тако лист Србобран пише да је тада уобичајена мјера кажњавања учитеља био њихов премјештај. На тај начин су им пропадали плодови рада у башти, оштећивале се ствари у сеоби и прекидале људске везе. Учитељ Милован Дејановић је из Крњака премјештен у Доњи Будачки, Никола Паић из Доњег Будачког у Дуњак, Милош Здјелар из Дуњака у Полој, а учитељ Рибар из Полоја у Крњак.
Доњи Полој се од распада Југославије до августа 1995. године налазио у Републици Српској Крајини.

## Становништво
Према попису становништва из 2011. године, насеље Доњи Полој је имало 11 становника.
| Националност       | 1991. | 1981. | 1971. | 1961. |
| Срби               | 31    | 48    | 69    | 82    |
| Југословени        |       | 3     | 6     | 1     |
| Хрвати             |       | 1     |       | 1     |
| остали и непознато | 1     |       |       |       |
| Укупно             | 32    | 52    | 75    | 84    |

| Демографија | Демографија | Демографија |
| Година      | Становника  | Становника  |
| ----------- | ----------- | ----------- |
| 1961.       | 84          |             |
| 1971.       | 75          |             |
| 1981.       | 52          |             |
| 1991.       | 32          |             |
| 2001.       | 17          |             |
| 2011.       |             | 11          |